# (31968) 2000 HH5
2000 HH5 (asteroide 31968) é um asteroide da cintura principal. Possui uma excentricidade de 0.04081970 e uma inclinação de 22.21382º.
Este asteroide foi descoberto no dia 28 de abril de 2000 por LINEAR em Socorro.